# Terracotta (bier)
Terracotta is een Belgisch bier. Het werd gebrouwen door Brouwerij De Regenboog te Assebroek een deelgemeente van Brugge (heden Brouwerij Smisje te Mater, een deelgemeente van Oudenaarde).

## Achtergrond
Terracotta werd voor het eerst gebrouwen in 2002 naar aanleiding van de opening van het concertgebouw aan ’t Zand in Brugge. Dat gebouw is helemaal bedekt met tegels van terracotta, vandaar ook de naam van het bier. Het etiket is een tekening van Salty Dog, een stripfiguur van Bill Coleman: een hond met een terracotta plantenpot. Dit figuurtje werd nog gebruikt voor bieretiketten.

## Het bier
Terracotta is een blond bier van hoge gisting met een alcoholpercentage van 7%.